# Maison Bermont
La maison Bermont est une maison située à Montjaux, en France.

## Localisation
La maison est située sur la commune de Montjaux, dans le département français de l'Aveyron.

## Historique
L'édifice est inscrit au titre des monuments historiques en 1930.